# Dancheong

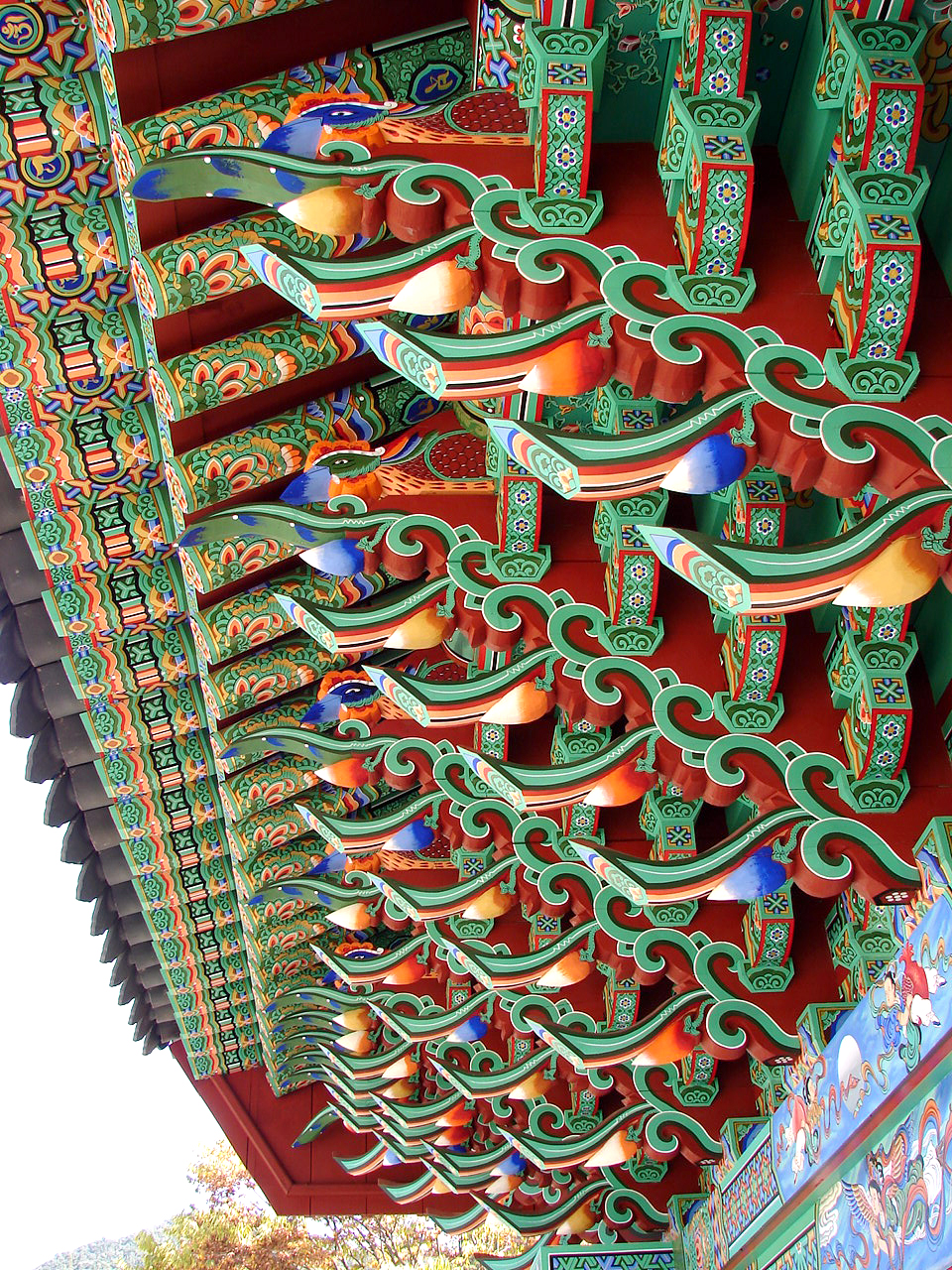
Un esempio di dancheong.

Dancheong (단청?) è un metodo coreano di pittura e decorazione del legno presente su artefatti, sculture e, soprattutto, edifici tradizionali. Il termine significa letteralmente "cinabro e blu-verde" in coreano, talvolta tradotto anche come "rosso e blu" in inglese, ed è un riferimento ai colori protagonisti di questa tecnica.
La pittura tradizionale coreana si basa su cinque colori dal significato simbolico (obangsaek): blu, bianco, rosso, nero e giallo, che rappresentano rispettivamente i cinque punti cardinali (est, ovest, sud, nord e centro) e gli elementi legno, metallo, fuoco, acqua e terra secondo la filosofia cinese dei cinque elementi e dello yin e yang. La tecnica dancheong veniva usata principalmente a fini decorativi e simbolici, ma aveva anche lo scopo pratico di proteggere il legno facilmente esposto a fattori esterni quali pioggia, vento, insetti e temperature e prolungarne la longevità evitando crepe e rotture. Il dancheong compensava le limitazioni del legno e ne copriva le superfici ruvide e imperfette con uno strato protettivo. Applicare la tecnica dancheong sulle superfici richiedeva abilità e allenamento e gli artigiani che vi si dedicavano erano chiamati dancheongjang (단청장?). I dancheongjang sono considerati tesoro nazionale in Corea del Sud e sono ritenuti parte del National Intangible Cultural Heritage dall'Amministrazione per l'eredità culturale (CHA).
Secondo scritti risalenti al periodo dei Tre regni fino all'epoca Joseon, questo stile era riservato quasi solamente a edifici pubblici o di alto rango come palazzi reali, templi buddhisti, edifici governativi e scuole confuciane, ed era suddiviso a seconda dello specifico scopo dell'edificio. La pittura ornamentale scelta per un edificio indicava quindi la sua funzione pratica e la sua posizione all'interno della gerarchia sociale e architettonica, distinguendolo dalle altre strutture.

## Storia
L'esempio più antico di dancheong venne rinvenuto sui murali di una tomba risalente al 357, durante il regno di Goguryeo (37 a.C.-668), in cui erano rappresentati la vita dei deceduti e i desideri di prosperità e fortuna per il loro ingresso nell'aldilà. Lo stile dancheong continuò ad essere praticato anche durante le dinastie Baekje (18 a.C.-660) e Silla (57 a.C.-935), e fu in particolare durante la dinastia Goryeo (918-1392) che rosso, verde, nero e bianco divennero i colori principali e si passò a decorazioni più semplici e stilizzate. La comparsa e diffusione del Buddhismo contribuirono inoltre allo sviluppo dello stile e alla scelta dei soggetti rappresentati.
Durante la successiva dinastia Joseon, due invasioni nemiche, prima dal Giappone con la guerra Imjin (1592-1598) e poi dalla dinastia Qing (1636-1637), lasciarono gran parte degli edifici in macerie: quelli giunti fino all'epoca moderna e le decorazioni su di essi appartengono quindi alla seconda metà della dinastia. In quel periodo venne adottato l'uso del colore giallo e di sfumature intermedie, diversificando e ampliando la tecnica dancheong.
Varie scritture descrivono lo stile dancheong attraverso i secoli. È nominato nel Samguk yusa e nel Samguk sagi e descritto in dettaglio in un documento intitolato Goryeo Do-Kyung (高麗圖經; lett. "Appunti illustrati del Goryeo"), scritto dall'autore cinese Xu Jing. In esso, egli descrive la pittura dancheong sugli edifici del tempo e in particolare come i corrimano fossero dipinti di rosso e decorati con motivi di rampicanti, con colori vivaci che facevano risaltare il palazzo rispetto agli altri edifici circostanti.
La pittura dancheong sopravvive nel complesso di tombe Goguryeo, nella Tomba del Generale a Ji'an (Jilin, Cina) e nei templi Buseoksa a Yeongju, Bongjeongsa ad Andong e Sudeoksa a Yesan.

## Motivi decorativi

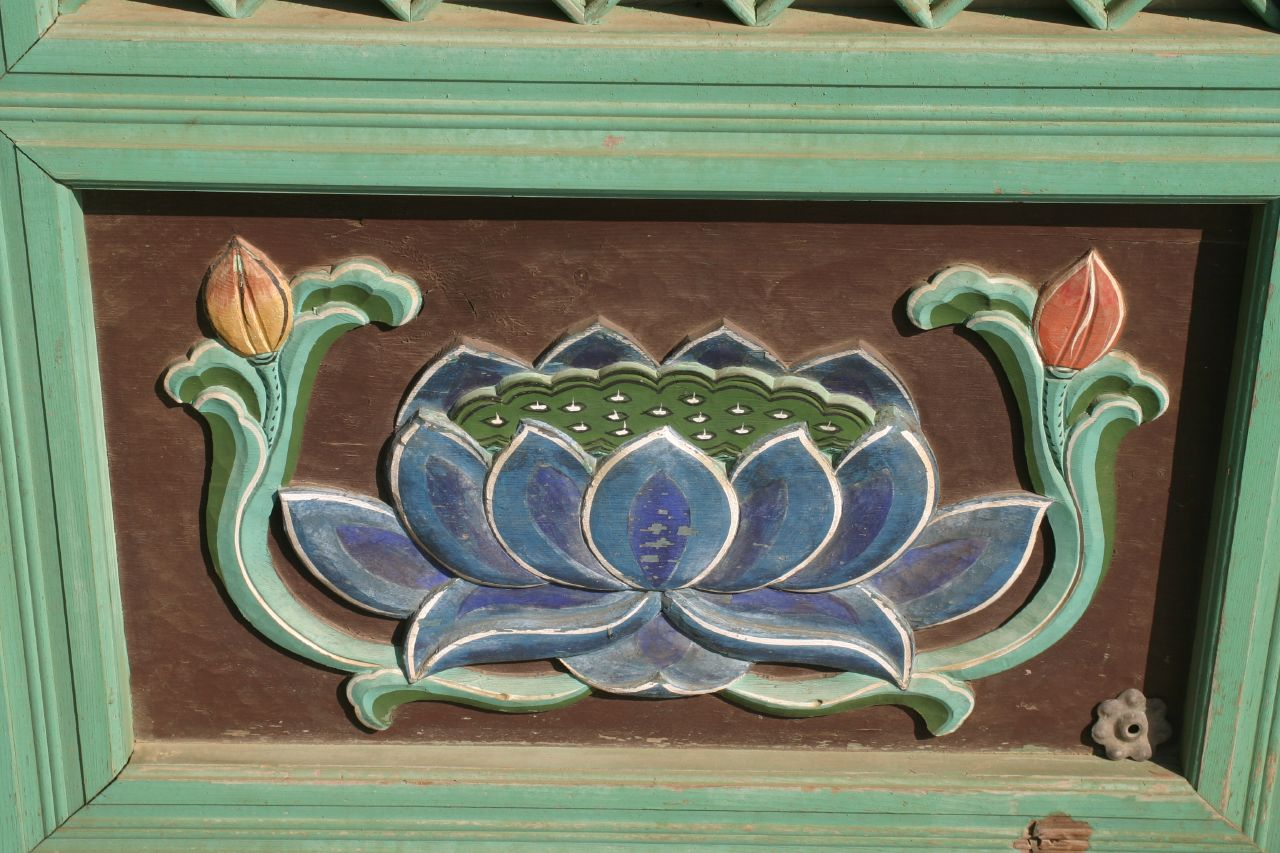
Loto.

I motivi principali del dancheong dipendevano sia dalla tipologia di edificio sia dal contesto storico e politico, ma possono essere generalmente divisi in tre categorie. La prima comprende motivi geometrici composti da cerchi, triangoli, rettangoli e linee, tra cui era spesso incluso un cerchio diviso in due parti, il taegeuk. Queste forme geometriche potevano essere combinate tra loro in varie sagome ed erano applicate una dopo l'altra in motivi continui: considerato analogo alla tessitura della seta, questo metodo decorativo veniva chiamato geummun.
La seconda decorazione era incentrata sugli elementi della natura (sole, stelle, nuvole, rocce, montagne, onde, fuoco, ecc.), rappresentati stilizzati o modificati in forme simboliche. I dieci simboli di longevità (십장생?, sipjangsaengLR) e gli animali associati alla credenza buddhista, come l'elefante, venivano dipinti sia in maniera realistica sia stilizzati. Molto presenti anche i fiori e le piante come fiori di loto, crisantemi e rampicanti. Infine vi erano dei motivi portafortuna, simboli di buon auspicio, che potevano includere oggetti naturali, animali, piante ed erano generalmente rappresentati in maniera semplificata.
Oltre agli elementi decorativi, la tecnica pittorica dancheong sottolineava il legame con la natura disponendo i colori in modo tale da trovare le sfumature di rosso verso il fondo dell'edificio e i toni verdi verso l'alto, a simboleggiare i colori tipici di un albero: in questo modo l'edificio, in quanto creazione dell'uomo, poteva fondersi ed essere in armonia con la natura circostante.

## Stili

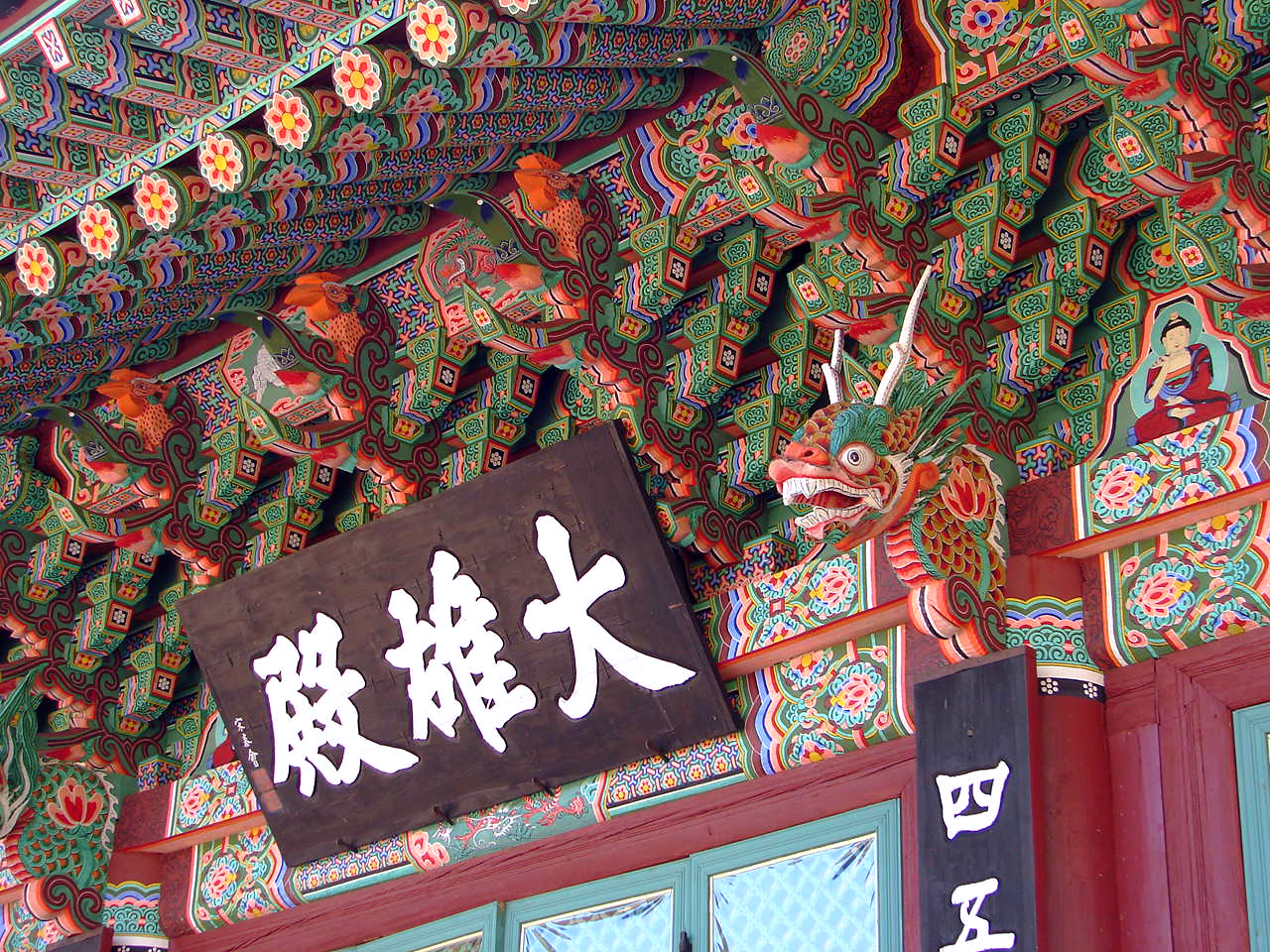
Decorazioni dancheong a Neunggasa, un tempio buddhista ai piedi del monte Paryeong in Corea del Sud.

Dal momento che il dancheong serviva anche come indicatore di gerarchia delle costruzioni, gli stili decorativi si differenziavano in base all'importanza dell'edificio e possono essere suddivisi in quattro gruppi principali, in ordine crescente da uno status più basso a uno più alto: gachil dancheong, geutgi dancheong, moro dancheong e geum dancheong. Gli stili più raffinati implementano spesso elementi appartenenti agli stili precedenti.
Essendo al posto più basso tra i quattro stili, il gachil dancheong consiste semplicemente in un colore singolo, solitamente verde o rosso-marrone, applicato sulla superficie del legno e talvolta usato come base per altri stili di decorazione. Infatti nel geutgi dancheong, che significa "tratto singolo", sulla base monocromatica del gachil dancheong vengono aggiunte linee decorative in nero e bianco lungo i bordi della superficie.
Nel moro dancheong sono presenti motivi floreali semplici dipinti ai lati delle travi di legno, mentre gli spazi vuoti sono riempiti con le linee del geutgi dancheong. Talvolta lo spazio vuoto tra i motivi floreali può essere decorato con motivi geometrici in catene continue e ripetitive (geummun) oppure in sagome separate (byeolmun): in questo caso si tratta di geum dancheong, o "dancheong elegante". Il geum dancheong è lo stile appartenente al rango più alto e si contraddistingue dal moro dancheong per l'eleganza e raffinatezza delle decorazioni e per i motivi più diversificati. È presente soprattutto nei templi buddhisti, in quanto furono i primi a cui venne permesso di utilizzare lo stile geum dancheong; alle altre strutture, come palazzi reali e scuole confuciane, era permesso di arrivare fino al moro dancheong.
All'interno del geum dancheong rientra il byeoljihwa (별지화?), uno stile che si trova soltanto nelle sale degli altari all'interno dei templi buddhisti e può includere diversi soggetti: Buddha, bodhisattva, uccelli, pesci, fiori, spiriti, guardiani, simboli e figure storiche o leggendarie, a seconda del significato attribuito.

## Galleria d'immagini

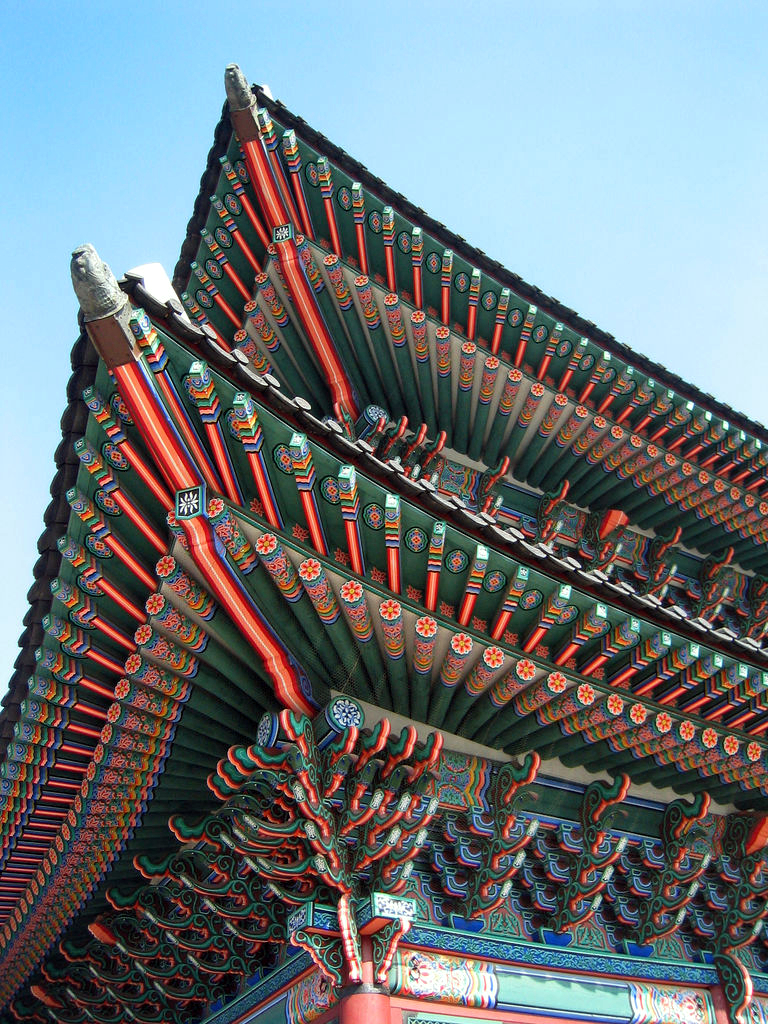
Dancheong su un edificio del Gyeongbokgung.
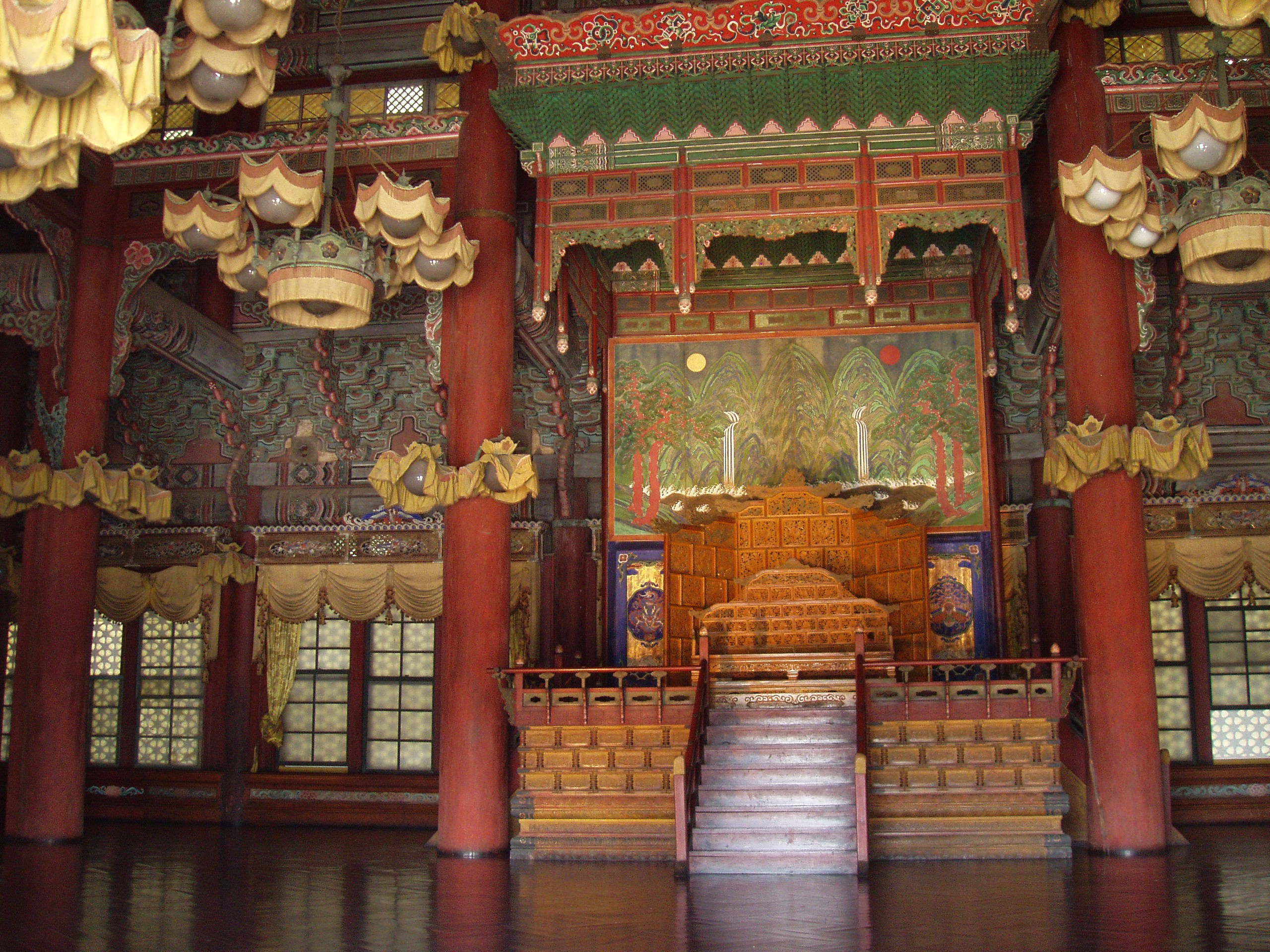
Interni dell'Injeongjeon, Changdeokgung.
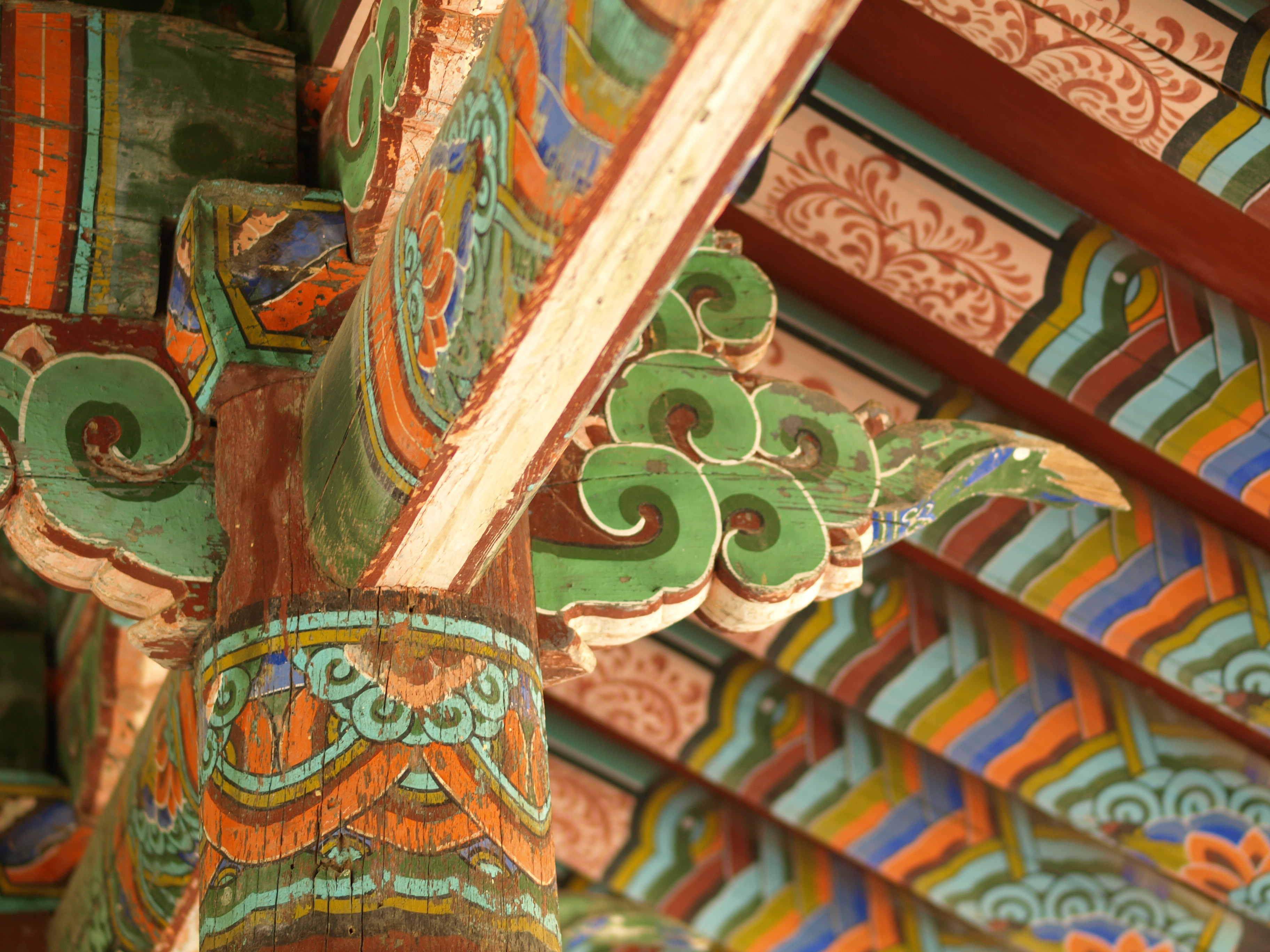
Tempio Cheongpeongsa a Chuncheon.
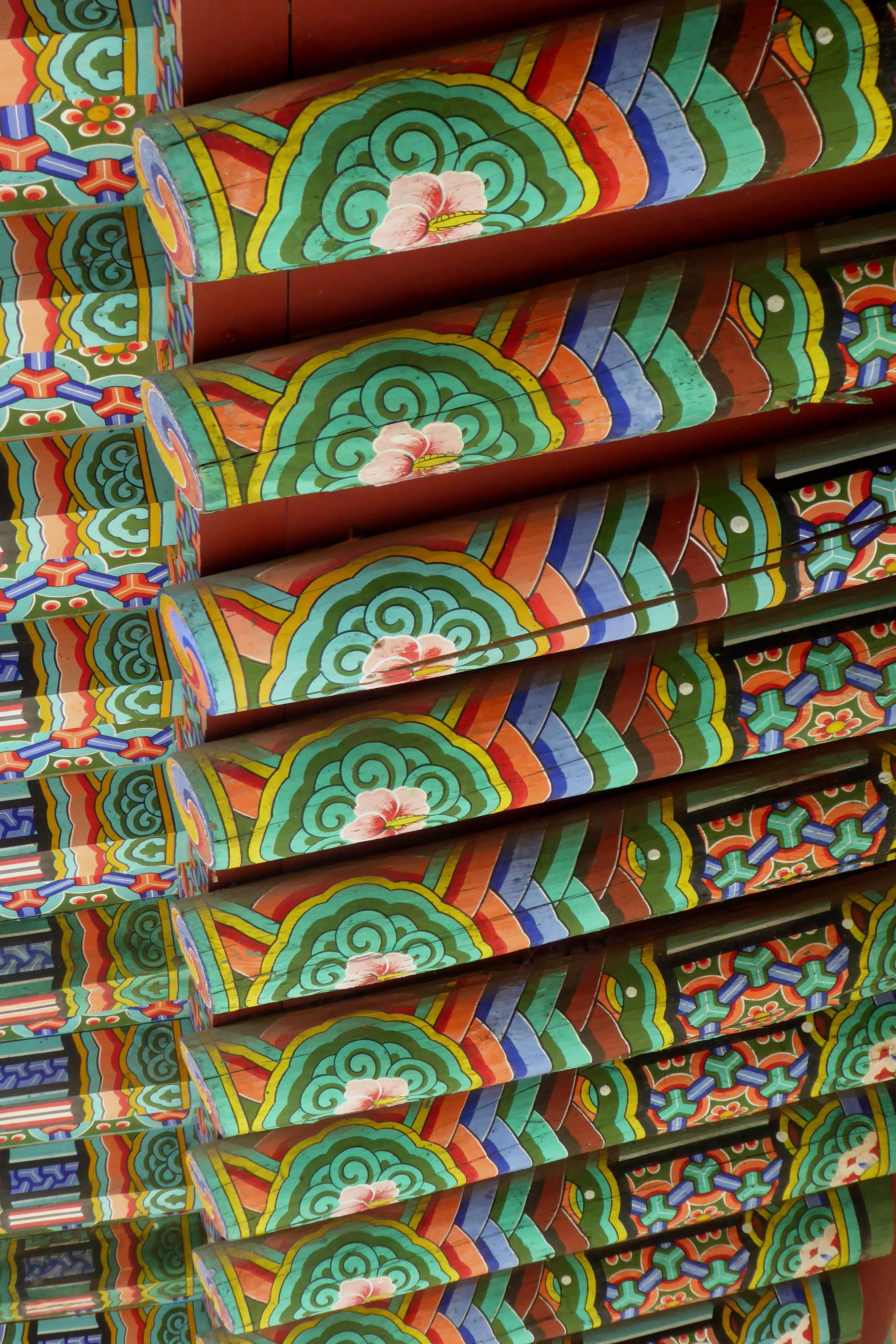
Dettaglio del tempio Inwangsang Guksadang.